# Sorrow Throughout the Nine Worlds
Sorrow Throughout the Nine Worlds è il primo EP del gruppo melodic death metal svedese Amon Amarth pubblicato nel 1996 dalla Pulverised Records e prodotto da Peter Tägtgren. Originariamente è stato pubblicato e distribuito in 1500 copie come digipack e successivamente è stato ristampato come Mini CD in due differenti versioni, inoltre è stato ripubblicato in una versione limitata a 500 copie dalla Metal Supremacy Rec. nel 2001 e le tracce sono state incluse nella "Viking Edition" di Versus the World.

## Tracce
1. Sorrow Throughout The Nine Worlds – 3:51
2. The Arrival of the Fimbul Winter – 4:26
3. Burning Creation – 5:04
4. The Mighty Doors of the Speargod's Hall – 5:43
5. Under The Grayclouded Winter Sky – 5:38

## Formazione
- Johan Hegg – voce
- Olavi Mikkonen – chitarra
- Anders Hansson – chitarra
- Ted Lundström – basso
- Nico Kaukinen – batteria